# Jorge Soler González
Jorge Soler González (Lleida, 1975) és un metge, docent, escriptor i polític català, diputat de Ciutadans - Partit de la Ciutadania al Parlament de Catalunya en l'onzena i dotzena legislatures.

## Biografia
Jorge Soler es va llicenciar en Medicina a la Universitat de Lleida i es va doctorar l'any 2007 amb la tesi «Immigració a la ciutat de Lleida: estat de salut, incapacitats laborals, farmàcia i utilització dels serveis sanitaris», premiada més tard pel Consell Econòmic i Social d'Espanya i publicada com a llibre l'any 2008. Va treballar com a metge de família al CAP de Rambla Ferran de Lleida entre els anys 2005 i 2015, i paral·lelament, entre 2012 i 2015 va ser vicedegà i cap d'estudis de la Facultat de Medicina de la Universitat de Lleida. Ha realitzat investigacions sobre desigualtat social, immigració, comunicació i empatia, i participa en projectes de recerca, tesis doctorals i conferències. L'any 2015 va rebre el premi «Tasca Universitària en Medicina de Família» atorgat per la Societat Espanyola de Medicina de Família i Comunitària (semFyC).
Per altra banda, ha publicat diversos llibres de divulgació científica, novel·la i assaig, més d'una seixantena d'articles científics, i ha col·laborat amb el setmanari 7 Accents. Va ser membre del Consell de Redacció de la Revista Oficial del Col·legi de Metges de Lleida.Des de 2015 publica periòdicament una columna d'opinió al Segre anomenada Vent de ponent.
L'any 2015, després de guanyar les eleccions primàries, va ser escollit com a cap de llista independent de la circumscripció electoral de Lleida per a les llistes de Ciutadans - Partit de la Ciutadania a les eleccions al Parlament de Catalunya de 2015. La seva proposta es basava en la reactivació de l'economia, l'estimulació de les polítiques socials, la lluita contra la corrupció i l'impuls d'una educació de qualitat i trilingüe. El resultat electoral obtingut en els comicis, en què Ciutadans va aconseguir 25 representants parlamentaris, li va permetre esdevenir diputat de la onzena legislatura de la Catalunya autonòmica. Durant la legislatura va ser el President de la Comissió de l'Estatut dels Diputats, portaveu de Ciutadans en la Comissió de Salut i membre del consell Assessor del Parlament sobre Ciència i Tecnologia.
A les eleccions al Parlament de Catalunya de 2017 fou elegit diputat per Ciutadans, sent la llista més votada, essent portaveu en la Comissió de Salut i membre de la Diputació Permanent fins a desembre de 2020. Posteriorment es reincorporà a la seva plaça de metge a l'Institut Català de la Salut.

## Obres
- Soler González, Jorge; Torrecillas, David; Rosich Rosich, Antoni. Fotografia digital en Atenció Primària.  CAMFiC, 2007. ISBN 978-84-96684-01-0.
- Soler González, Jorge. Inmigración en la ciudad de Lleida: estado de salud, incapacidades laborales, farmacia y utilización de los servicios sanitarios (en castellà).  Consejo Económico y Social (España), 2008. ISBN 9788481882971.
- Soler González, Jorge. ¿Por qué lloran los inmigrantes? Sentirse enfermo lejos de casa (en castellà).  Milenio, 2010. ISBN 9788497433334.
- Soler González, Jorge. El pájaro en el jardín (en castellà).  Milenio, 2014. ISBN 9788497436137.
- Soler González, Jorge; Raurich Leandro, Jordi. Comunicación y atención primaria para alumnos de Medicina (en castellà).  Universitat de Lleida, 2015. ISBN 9788484097365.

- SOLER GONZÁLEZ, Jorge. Café Soledad (en castellà). Lacre, 2019. ISBN 978-84-17300-52-4.
- Soler González, Jorge. Elogiar la libertad (en castellà).  Valparaíso, 2021. ISBN 978-84-17096-23-6.